# 생육신
생육신(生六臣, 문화어: 생륙신)은 세조가 단종의 왕위를 빼앗자 벼슬을 버리고 절개를 지킨 여섯 명의 신하를 말한다. 세조의 찬위 사건을 불의의 행위로 단정하고, 불사이군(不事二君)의 원칙에 따라 두문(杜門) 혹은 방랑으로 일생을 보냈다. 이들은 벼슬을 버리고 단종을 추모하면서 절개를 지켰다.
생육신과 사육신 등의 신하들을 통칭하여 다른 훈구파와 구별하여 따로 절의파(節義派)로 부르기도 한다. 그러나 생육신과 기타 세조 찬위에 분개하여 벼슬길을 단념한 사람들을 통칭하여 청담파로도 분류하고, 사림에 넣기도 하는 등 학자에 따라 이견이 존재한다.

## 생육신의 구분
생육신은 조선 제6대 왕 단종을 위하여 절의를 지킨 6인의 신하로 성삼문은 집현전을 중심으로 동문수학했던 박팽년·하위지·이개·유성원 등 뜻이 맞는 동지들을 규합하기 시작하였고, 김문기도 거사에 합류했다. 그러나 이들의 거사는 결국 실패로 끝났고 모두 체포되어 참수당했다. 당시 이 사건에 연루되어 죽임을 당하거나 화를 입은 인물은 사육신을 비롯해 권자신, 김문기 등 70여 명에 이르렀다.
하지만 단종 복위 운동에 나선 인물을 대개 사육신으로만 알고 있는 까닭은 바로 생육신으로 자처했던 인물 중의 한 사람인 남효온이 〈육신전〉을 저술한 것에서 비롯된다. 남효온은 자신의 문집인 《추강집》에 사육신에 관한 기록을 〈육신전〉으로 남겼고, 수양대군의 불법에 맞서 저항한 이들의 명성은 재야의 사림(士林)을 중심으로 널리 전파되었다. 이후 사육신은 성리학의 이념인 충절과 의리가 한층 강화된 조선 후기 숙종대를 거쳐 정조대에 이르러 마침내 국가적인 공인을 받게 되었다.
즉, 1456년(세조 2년) 단종의 복위를 도모하다가 죽은 사육신(死六臣)에 대칭하여 생육신이라 하였다. 곧 김시습(金時習)·성담수(成聃壽)·원호(元昊)·이맹전(李孟專)·조려(趙旅)·남효온(南孝溫)을 말한다. 이들은 세조 즉위 후 관직을 그만두거나 아예 관직에 나아가지 않고 세조의 즉위를 부도덕한 찬탈행위로 규정하고 비난하며 지내다 죽었다. 중종반정 후 사림파가 등장, 사육신에 대한 새로운 평가가 나오게 되면서 이들의 절의 또한 새로운 평가를 받게 되었다.

## 생육신 명단
생육신의 명단에도 논란이 있어 남효온을 생육신으로 간주하는 주장과 권절을 생육신으로 주장하는 견해가 나뉘어 있다.
1. 매월당 김시습
2. 성담수(成聃壽)
3. 원호
4. 이맹전
5. 조려
6. 남효온

- 권절(權節) : 남효온 대신 생육신에 꼽히기도 한다.
- 생육신인 성담수의 외조카는 이기와 이행 형제이다. 성담수는 외조카를 통해 율곡 이이 가문과도 인척관계를 형성한다.
- 사육신과 함께 사생육신(死生六臣), 혹은 십이신(十二臣)으로도 부른다.

## 같이 보기
| - 사육신 - 훈구파 - 사림파 - 동학사 - 단종 복위 운동 - 성담수 - 성담년 - 성삼문 - 김시습 - 하위지 - 유성원 - 이맹전 - 조려 - 집현전 - 김숙자 - 김종직 | - 삼공제명암 - 청령포 - 단종 - 김문기 - 한명회 - 신숙주 - 남효온 - 권절 - 이수형 - 정보 - 원호 - 유성원 - 유자미 - 송석충 - 이기 | - 계유정난 - 세조 찬위 - 한명회 - 김질 - 정창손 - 정인지 - 봉석주 - 양정 - 홍윤성 |

## 참고 문헌
- 세조실록
- 성종실록
- 연산군일기
- 매월당집
- 대동야승
- 연려실기술
- 석담일기